# Kanton Bordères-sur-l'Échez
Kanton Bordères-sur-l'Échez (francouzsky Canton de Bordères-sur-l'Échez) je francouzský kanton v departementu Hautes-Pyrénées v regionu Midi-Pyrénées. Tvoří ho 11 obcí.

## Obce kantonu
- Aurensan
- Bazet
- Bordères-sur-l'Échez
- Gayan
- Ibos
- Lagarde
- Oroix
- Oursbelille
- Pintac
- Sarniguet
- Tarasteix